# ملعب الموصل الدولي
ملعب الموصل الدولي هو ملعب كرة قدم قيد الإنشاء يقع في مدينة الضاحية الشرقية من مدينة الموصل، العراق. من المقرر أن يتسع الملعب لحوالي 30 ألف مشجع وسيكون الملعب الرئيسي لنادي الموصل بدلاً من ملعب جامعة الموصل. ومن المقرر افتتاحه في 2025